# Skarpabborrtjärnen (Los socken, Hälsingland, 684158-143354)
Skarpabborrtjärnen är en sjö i Ljusdals kommun i Hälsingland och ingår i Dalälvens huvudavrinningsområde.